# Grand Prix de Tennis de Lyon 2003
Il Grand Prix de Tennis de Lyon 2003 è stato un torneo di tennis giocato sul sintetico indoor. È stata la 17ª edizione del Grand Prix de Tennis de Lyon, che fa parte della categoria International Series nell'ambito dell'ATP Tour 2003. Il torneo si è giocato al Palais des Sports de Gerland di Lione in Francia, dal 6 al 13 ottobre 2003.

## Campioni

### Singolare
Rainer Schüttler ha battuto in finale  Arnaud Clément con il punteggio di 7–5, 6–3

### Doppio
Jonathan Erlich /  Andy Ram hanno battuto in finale  Julien Benneteau /  Nicolas Mahut con il punteggio di 6–1, 6–3